# Frank Williams
Frank Williams, właśc. sir Francis Owen Garbatt Williams CBE (ur. 16 kwietnia 1942 w South Shields, zm. 28 listopada 2021) – brytyjski inżynier, założyciel i szef zespołu Williams. Od 1969 roku obecny w różnych zespołach Formuły 1.

## Życiorys
Po krótkiej karierze jako mechanik i kierowca w 1966 roku założył zespół Frank Williams Racing Cars.
8 marca 1986 roku we Francji Frank Williams miał wypadek, jadąc wypożyczonym samochodem (Ford Sierra) z toru Paul Ricard na lotnisko w Nicei. Williams na jednym z zakrętów stracił panowanie nad samochodem i dachował. Nie miał zapiętych pasów, co spowodowało przesunięcie kręgów. Od wypadku był sparaliżowany i poruszał się na wózku inwalidzkim.
W 1987 królowa Elżbieta II odznaczyła go Orderem Imperium Brytyjskiego. Tytuł szlachecki otrzymał w 1999 roku.
Williams zgodnie z włoskim prawem został oskarżony o śmierć Ayrtona Senny podczas GP San Marino (Ayrton Senna jeździł dla Williamsa), ale sprawę umorzono po 7 latach od wypadku.

## Życie prywatne
Jego córka – Claire – pełniła funkcję szefa Williamsa. Z kolei syn Jonathan pracował dla zespołu iSport w GP2, pomagając młodym kierowcom w rozpoczęciu swojej kariery.